# Günter Alster
Günter Alster (Dornbirn, 10 ottobre 1955) è un ex sciatore alpino austriaco.

## Biografia
Discesista puro, in Coppa Europa Alster ha esordito nella stagione 1972-1973, ha ottenuto il primo podio nella stagione 1973-1974 a La Foux d'Allos (3º), l'unica vittoria nel 1977 a Haus e in quella stagione 1976-1977 ha vinto la classifica di specialità; non ha preso parte a rassegne olimpiche e non ha ottenuto piazzamenti in Coppa del Mondo o ai Campionati mondiali. È padre di Christoph, a sua volta sciatore alpino.

## Palmarès

### Coppa Europa
- Miglior piazzamento in classifica generale: 5º nel 1977[senza fonte]
- Vincitore della classifica di discesa libera nel 1977[1]
- 4 podi:
  -  1 vittoria
  -  2 secondi posti
  -  1 terzo posto[senza fonte]

#### Coppa Europa - vittorie
| Stagione | Località | Paese   | Specialità |
| -------- | -------- | ------- | ---------- |
| 1977     | Haus     | Austria | DH         |

Legenda:

DH = discesa libera